# Abbadia Lariana

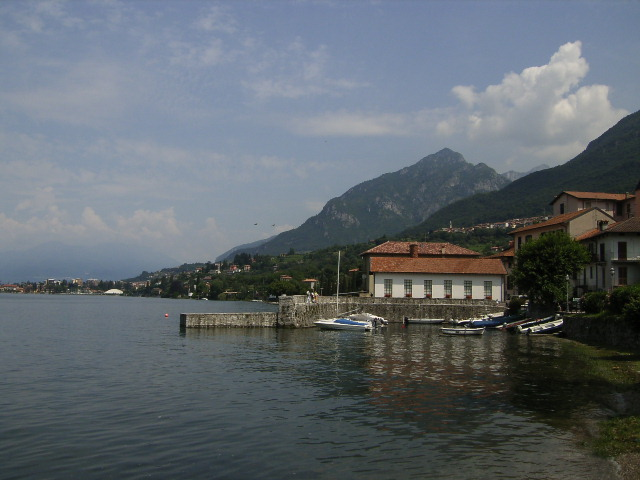
Porto visto da via Lungolago

Abbadia Lariana (Badia o La Badia in, dialetto lecchese, pronuncia fonetica IPA: /(la) baˈdia/, e semplicemente Abbadia fino al 1863, in seguito Abbadia sopra Adda fino al 1928) è un comune italiano di 3 151 abitanti della provincia di Lecco in Lombardia, sulla riva del Lago di Como. È il terzo comune italiano in ordine alfabetico, preceduto da Abano Terme e Abbadia Cerreto.

## Geografia fisica
Il comune si estende dalle pendici meridionali delle Orobie fino alle sponde orientali del Ramo di Lecco, passando attraverso la pianura alluvionale creata dal torrente Zerbo (che nel territorio di Abbadia forma anche una cascata di circa 50 metri) e dal torrente Valmaior.
Del territorio comunale fanno parte anche i Piani dei Resinelli.

## Origini del nome
Probabilmente di origine romane, Abbadia deve il suo nome alla presenza di un'abbazia fondata nel VIII secolo, restaurata nel 1272 dai Servi di Maria e successivamente soppressa, della quale oggi rimangono tracce nella parrocchiale di San Lorenzo e in un'abitazione ad essa attigua.

## Storia
Le prime presenze umane nel territorio del comune risalgono all'età del ferro, e non mancano reperti di insediamenti che appartengono anche all'epoca gallica e romana: due tombe in cotto alla cappuccina, un canaletto e una piccola ara dedicata ad Ercole.
In epoca longobarda, negli anni 770-772 venne fondato il Monastero di San Pietro di Mandello da parte del re longobardo Desiderio, sorto su una preesistente cella del monastero pavese di San Pietro in Ciel d'Oro. Nell'833 il vescovo Leone si accordò con l'arcivescovo di Milano Angilberto II per la concessione al monastero di San Vincenzo in Prato di Milano del Monastero di San Pietro, oggi chiesa parrocchiale di San Lorenzo di Abbadia.
Nel Medioevo il territorio era salvaguardato con torri di guardia a Crebbio, a Maggiana, a Rongio; con castelli ad Abbadia e a Lierna e cinto da un vallo comunicante a lago, Mandello era un paese fortificato. Una di queste torri, la cosiddetta Torraccia (XII secolo), è ancora oggi visibile poco prima di entrare ad Abbadia, giungendo da Lecco.
Nel 1117, per la nomina del vescovo di Como e per il controllo del contado di Lecco, inizia la guerra dei dieci anni fra Como e Milano. La pieve di Mandello, che si era schierata con Como e l'imperatore e col vescovo e il papa legittimo, fu teatro di cruenti battaglie navali. Divenne protettorato di Como poi (1196), in seguito a nuove discordie venne ceduto a Milano.
Nel 1336 il territorio passa sotto il dominio visconteo e nel 1398, con il duca Gian Galeazzo Visconti, ottiene la promulgazione della raccolta di leggi locali in statuti.
Nel 1480 il Contado della Riviera con Abbadia Lariana assieme a Mandello del Lario, Bellano e Varenna, a cui l'anno successivo si aggiunsero Dervio, Corenno e Monte Introzzo, viene dato in feudo a Pietro II Dal Verme, conte di Bobbio, Voghera, Castel San Giovanni e tutta la val Tidone, Pieve di Incino e Valsassina, che morì avvelenato dalla moglie nel 1485, e il feudo assieme agli altri della Riviera viene assegnato, con qualche contrasto da parte dei cittadini interessati a Chiara Sforza, figlia di Galeazzo Maria Sforza, vedova Dal Verme. 
Nonostante le frequenti espropriazioni la Sforza seppe mantenere il controllo della situazione fino alla morte (1530), mentre i suoi eredi Fregoso preferirono cedere Mandello e gli altri feudi agli Sfondrati nel 1533, che fino al 1788 saranno un dominio importante di questa famiglia.
Nel 1495 Abbadia ottiene il conferimento di sede parrocchiale, con dedica a san Lorenzo.
Nel 1629 Abbadia viene saccheggiata dai Lanzichenecchi diretti dalla Valtellina all'assedio di Mantova, sotto la guida di Ranbaldo di Collalto.
Nel XVIII secolo, gli avvenimenti livellano il predominio civile di Mandello, che nel 1760 si smembra in più comuni, i quali solo più tardi (1928) si riuniranno di nuovo sotto il nome originario di Mandello, ad esclusione di Abbadia sopra Adda e Linzanico, rimasti definitivamente comune a sé stante con l'unico nome di Abbadia Lariana. In questo contesto, Abbadia andò a formare un unico comune col piccolo villaggio di Borbino, per un totale di 440 abitanti.
La rivoluzione francese con le sue truppe e col nuovo sistema amministrativo dei dipartimenti (1796), porterà l'abolizione di privilegi e prerogative feudali. Seguiranno in questo scorcio di storia due grandi battaglie tra francesi e austro-russi; dopo di esse, il periodo napoleonico finisce sostituito dal predominio dell'Impero austro-ungarico.
Fra il 1817 e il 1832 gli austriaci aprono la grande strada militare dello Stelvio e dello Spluga lungo il tratto a lago (attuale S.P. 72). Nel 1830 fu autorizzata l'elezione del primo Consiglio comunale.
Al 1928 risale l'ingrandimento del territorio comunale nei confini attuali, dopo l'annessione del soppresso municipio di Linzanico. Al 1995 si iscrive invece l'effettivo passaggio del comune nella nuova Provincia di Lecco.

### Simboli
Lo stemma comunale e il gonfalone sono stati concessi con decreto del presidente della Repubblica dell'11 giugno 1980.
(D.P.R. 11.06.1980 concessione di stemma e gonfalone)
Le due stelle simboleggiamo le comunità di Abbadia Sopr'Adda e Linzanico ora riunite nell'attuale Comune; i magli indicano la tradizione manifatturiera del territorio, dedita in particolare alla produzione e lavorazione della seta; il monte ricorda sia lo stemma dell'Ordine di San Benedetto che fondò l'abbazia (un monte all'italiana di tre cime, cimato da una croce con la scritta PAX), sia le tre principali vette del gruppo delle Grigne: la Grigna, la Grignetta e il Coltiglione; il mare d'azzurro ondoso d'argento allude al lago di Como.
Il gonfalone è un drappo di bianco.

## Monumenti e luoghi d'interesse

### Architetture religiose
- Chiesa di San Lorenzo
- Chiesa barocca della Concezione[9]
- Chiesa neoclassica di San Rocco (1839)[9]

### Architetture civili e/o militari
- Torraccia,[9] edificata con funzioni di presidio e, all'occorrenza, di blocco del passaggio.[15]
- Zucco della Rocca, dove si trovano i resti di una fortificazione e di una cisterna non posteriori all'epoca medievale.[16]

### Cascata Cenghen

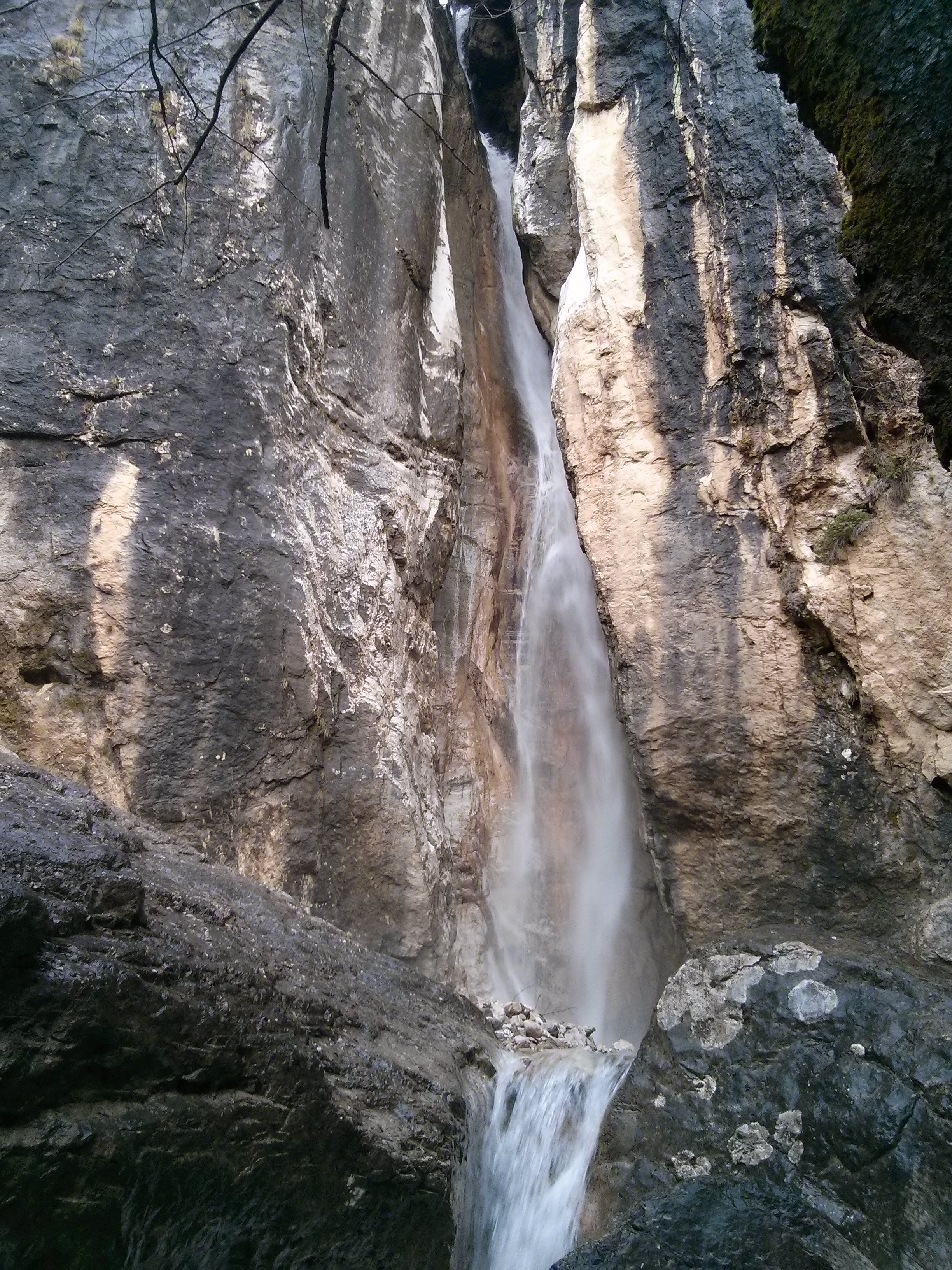
Cascata Cenghen in Val Monastero.

La Cascata Cenghen (o Cascata di Val Monastero) si trova nel territorio di Abbadia Lariana, ad un'altitudine di circa 600 metri sul livello del mare. Questa cascata è attraversata dalle acque del torrente Zerbo e, con un salto di circa 50 metri, è l'unica di un certo rilievo in tutto il gruppo delle Grigne. La cascata è facilmente raggiungibile con una breve passeggiata lungo la Val Monastero.

### Civico museo Setificio Monti
Tra il 1817 e il 1819 Pietro Monti edificò il primo nucleo del filatoio, inglobando un più vecchio edificio quattrocentesco, ampliato nel 1600, che ospitava prima un mulino di grano e poi una folla di pannilana. Nel corso dei secoli la scelta del luogo fu sempre determinata dalla presenza della roggia dei Mulini, indispensabile per fornire energia alla fabbrica. L'opificio fu terminato completamente nel 1830. Nel 1903 la filanda viene abbandonata, e nell'edificio della filanda subentrò una tessitura: il filatoio fu dato in concessione nel 1923 all'ultimo conduttore, Giovanni Cattaneo, setaiolo di Castelli Calepio, che torceva seta per conto terzi utilizzando le macchine e le strutture sino all'esaurimento della loro efficienza produttiva, avvenuta nel 1934. Nel 1960 la famiglia Cima vendette le parti superstiti del torcitoio circolare del 1818 alla famiglia Abegg, nonché fondatori del Museo della Setta a Garlate. Il Museo di Abbadia Lariana fu inaugurato il 10 maggio 1998 su tre piani nell'edificio del torcitoio.

## Società

### Evoluzione demografica
- 749 nel 1803
- annessione a Mandello nel 1809
- 696 nel 1853
- 710 nel 1861
- 779 nel 1881
- 764 nel 1901
- 772 nel 1921

Il numero di abitanti con un'età superiore ai 65 anni è di 800 unità. Gli over 85 sono invece 106.
Abitanti censiti

### Etnie e minoranze straniere
Al 31 dicembre 2019 gli stranieri residenti nel comune di Abbadia Lariana in totale sono 159, pari al 4,97% della popolazione.
Le nazionalità maggiormente rappresentate sono:
| Pos. | Cittadinanza | Popolazione |
| ---- | ------------ | ----------- |
| 1    | Romania      | 26          |
| 2    | Marocco      | 23          |
| 3    | Egitto       | 14          |
| 4    | Ucraina      | 11          |
| 5    | Perù         | 10          |

## Infrastrutture e trasporti

### Strade
Il comune è attraversato dalla strada statale 36.

### Ferrovie
Il comune è servito da una stazione ferroviaria posta sulla ferrovia Tirano-Lecco. La stazione è servita dai treni regionali in servizio sulla tratta da Sondrio a Lecco, e dai RegioExpress in servizio sulla tratta da Tirano a Milano.

### Porti
Il comune è dotato di un piccolo molo, da cui partono traghetti per Lecco e Bellagio.

## Geografia antropica

### Frazioni
- Borbino: conta case, tra cui quelle signorili delle famiglie Bugatti e Pensa[9], e cascine.
- Linzanico: conta case, cascine e B&B.
- Novegolo: conta abitazioni e locali di ristorazione.
- Crebbio: probabilmente la più grande e ospita diversi locali, abitazioni e luoghi di ristorazione.

### Località
- Piani Resinelli: posta anche nei comuni di Ballabio e Mandello del Lario, è importante per gli impianti sciistici. Ospita solo 30 abitanti.
- Piani Resinelli Primo: piccolissima località, posta anche nei comuni di Ballabio e Mandello del Lario, ospita solo 2 abitanti.
- Piani Resinelli Secondo: piccolissima località posta anche nei comuni di Mandello del Lario e Ballabio, come Piani Resinelli e Piani Resinelli Primo. Vi risiedono soltanto 4 abitanti.

## Amministrazione
| Periodo        | Periodo        | Primo cittadino       | Partito                                        | Carica  | Note |
| -------------- | -------------- | --------------------- | ---------------------------------------------- | ------- | ---- |
| 23 aprile 1995 | 13 giugno 1999 | Antonio Locatelli     | coalizione di liste civiche di centro-sinistra | Sindaco |      |
| 13 giugno 1999 | 7 giugno 2009  | Rocco Cardamone       | lista civica                                   | Sindaco |      |
| 7 giugno 2009  | 27 maggio 2019 | Cristina Bartesaghi   | lista civica Abbadia insieme                   | Sindaco |      |
| 27 maggio 2019 | in carica      | Roberto Sergio Azzoni | lista civica Progetto Abbadia                  | Sindaco |      |

### Gemellaggi
- Brno-Bosonohy[21]
- Gensac-la-Pallue
- Caltagirone

### Altre informazioni amministrative
Fa parte della Comunità Montana "Lario Orientale - Valle San Martino".